# Burgstall Geyersberg
Der Burgstall Geyersberg bezeichnet eine abgegangene mittelalterliche Höhenburg östlich des Gipfelpunktes des Geyersberges in 770 m ü. NN hohen Geyersberg bei dem Ortsteil Geyersberg der niederbayerischen Stadt Freyung im Landkreis Freyung-Grafenau in Bayern. Heute ist die Stelle als Bodendenkmal D-2-7247-0152 „Burgstall des Mittelalters“ vom Bayerischen Landesamt für Denkmalpflege erfasst.
Von der ehemaligen Burganlage ist nichts erhalten, sie war Sitz der Passauer Bischöfe. 